# Camino a Melipilla

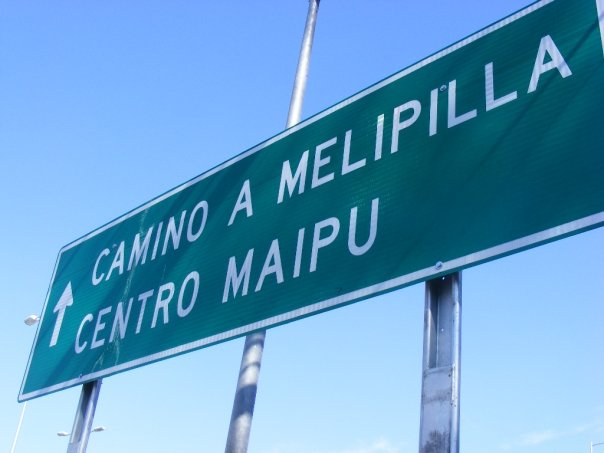
Señalética en Cerrillos sobre el Camino a Melipilla.

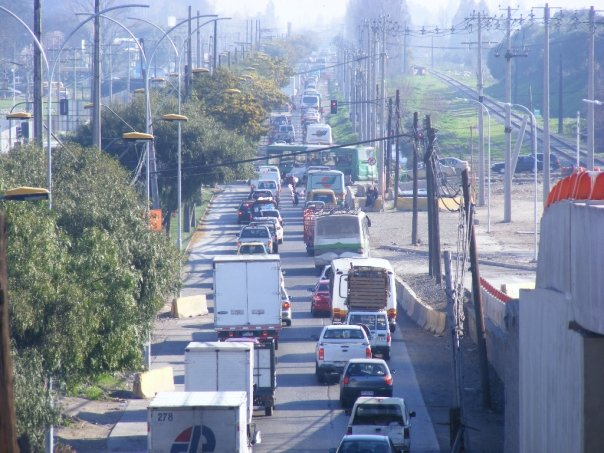
Vista desde el nudo vial de Pajaritos Sur.

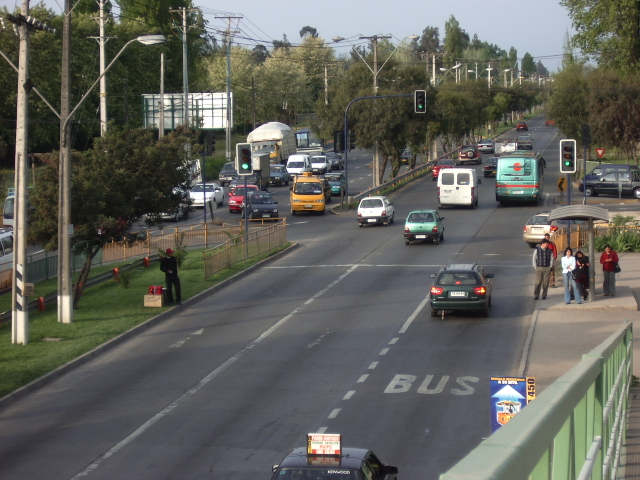
Camino a Melipilla interectando con Avenida Parque Central Poniente, en la Ciudad Satélite de Maipú.

Camino a Melipilla es una avenida presente en la Región Metropolitana de Santiago de Chile, que surge en la comuna de Santiago y continua atravesando otras comunas, como son Cerrillos, Maipú, Padre Hurtado, Peñaflor, Talagante, El Monte. Continuando hacia el poniente, en dirección al litoral, como carretera, pasando por la ciudad de Melipilla a la cual debe su nombre esta avenida. Durante la época Colonial este camino llevaba por nombre Camino Real.
También, existe la calle Melipilla, que es una avenida diagonal de dirección nororiente al sur poniente que nace en Avenida Antofagasta, perteneciente a la comuna de Santiago y termina en la Avenida Ramón Subercaseaux, junto al puente del ferrocarril del mismo nombre.
Camino a Melipilla, es la continuación de la Avenida Pedro Aguirre Cerda, la cual comienza al poniente del puente Melipilla, como continuación de la Avenida Ramón Subercaseaux y termina en Avenida Departamental, continuando con el nombre de Camino a Melipilla. Además, desde la intersección con la avenida Esquina Blanca se denomina también como Ruta 76, hasta el paso inferior bajo la Autopista del Sol en la localidad de Malloco, perteneciente a la comuna de Peñaflor. Por otra parte, Camino a Melipilla es la avenida principal de la comuna de Cerrillos.

## Desarrollo, intervención y polémicas
Hasta el día de hoy, dicha avenida no ha experimentado cambios por parte de inversores, tanto estatales como privados, quienes aún no tienen proyectos en carpeta para su renovación, a excepción del Corredor Pedro Aguirre Cerda, entre Exposición (Estación Central) y Avenida 5 de Abril (Maipú) el cual ha sido el gran bastión de modernización del sector en temas viales.
El tramo más abandonado ha tenido algunas modificaciones en sus accesos, considerando la apertura de Avenida Tres Poniente (dos sentidos) en la comuna de Maipú. 
En enero de 2010 se abrió al público el nudo vial Camino Melipilla / Pajaritos, además de algunos desarrollos en mejora de su infraestructura vial, debido a los constantes problemas en el material desgastado de la vía, además de falta de mantención ornamental, suciedad en el canal y deficiencias en señalética vial, lo cual ha generado una ola de accidentes en el reciente tiempo. El recapado asfáltico ejecutado que se realizó en ciertos tramos, no generó la satisfacción debida frente a la reconstrucción de dicha avenida.
El cambio más notorio en el sector radica en la instalación de paraderos estándar de Transantiago, considerando pavimentación e instalación de refugios peatonales, renovación de señalética e incorporación de luminarias.
Desde noviembre de 2011, gracias a una licitación realizada por la Dirección de Planificación del Gobierno de Chile, comenzó un ambicioso plan de conservación vial, el cual contempla la materialización de la tercera vía faltante en ambos sentidos, entre Esquina Blanca y el sector de Malloco. La duración de las obras se prolongaron hasta julio de 2012, siendo parte de una etapa previa a futuros trabajos de mayor envergadura que desarrolla SECTRA.

## Crecimiento comercial
Uno de los íconos de Camino a Melipilla fue hasta principios del 2000 la Feria del Hogar realizada en la ex FISA, punto de encuentro familiar de los años 90 y que hoy alberga un importante proyecto de Cencosud denominado Portal Maipú, el cual actualmente solo cuenta con una tienda para el hogar Easy. Este proyecto resultó de alguna manera atractivo para el desarrollo de diversas obras para comercios, en menor envergadura, pero que han destinado al sector como una pujante zona atractiva para la instalación de supermercados, bodegas de bajo costo e incluso centros comerciales. 
El crecimiento de los nuevos asentamientos urbanos, ha generado que varias cadenas se instalen en el sector, sumado a otros focos de tiendas de descuento, dando paso a nuevas tiendas, especialmente cercanas a villas:
- Tottus (Falabella) en Padre Hurtado.
- MaxiAhorro (futuro Mayorista 10 / Alvi / SMU) en Ciudad Satélite.
- Super Bodega ACuenta (D&S) en Ciudad Satélite.
- Construmart (ex VegaMercado / SMU) en Villa El Abrazo.
- Unimarc (ex Bigger / SMU) en Villa El Abrazo.
- Hush Puppies Discount House.
- Bata / Sparta / Timberland.
- Outlet CIC.
- Outlet Caffarena en Avenida Lo Espejo.
- Outlet Pizarreño.
- MidMall Outlet Maipú en Villa El Abrazo.

## Puntos de interés
En la intersección con Avenida Exposición y Av. Ramón Subercaseaux se ubica la Plaza Melipilla, de particular forma triangular. Al suroriente de esta plaza se ubica la maestranza San Eugenio de ferrocarriles.
Al oriente de la avenida, entre Av. Carlos Valdovinos y Av. Departamental, se ubica el Barrio Buzeta. Al final del barrio, está emplazada la estación Cerrillos de la Línea 6 del Metro de Santiago.
También al oriente de la avenida, entre Av. Departamental y Av. Camino a Lonquén (Ruta G-30), se ubica el megaproyecto urbano Portal Bicentenario. Dentro del ese recinto, también se ubica el Museo Aeronáutico y del Espacio y el Comando Logístico de la Fuerza Aérea. En este mismo sector del ex Aeropuerto de Los Cerrillos, se emplazará el nuevo Centro Cívico y se instalará el edificio de la Municipalidad de Cerrillos, frente a la Plaza Félix Margoz.
En la intersección con Av. Lo Errázuriz, al poniente, se ubican la Escuela de Formación Policial de Carabineros de Chile y el hogar de niños Pequeño Cottolengo de la obra Don Orione.
A la altura de Avenida Camino a Lonquén se ubica el Barrio Vista Alegre. La ruta gira en diagonal hacia el sur-poniente.
Al sur, entre Av. Américo Vespucio y Av. Tres Poniente, se ubica el sector industrial de Maipú, donde se pueden encontrar fábricas de diversas multinacionales, como Goodyear, Nestlé, Clariant, Dapsa, Indubal y Fruna, entre otras. Al frente de la empresa Gasco se ubica un cerro artificial sin nombre creado para proteger a la zona urbana ubicada al norte de la industria de una eventual explosión accidental. Además, en este tramo también es posible encontrar la planta de gas Abastible, los depósitos petrolíferos de Petrobras, Shell y Copec, así como también la constructura de buses Metalpar.
Entre las avenidas 3 Poniente y 4 Poniente se ubica la Villa El Abrazo.
En el límite con la comuna de Padre Hurtado se ubica el barrio Ciudad Satélite.
En la intersección con Calle El Trébol, se encuentra el Salón de Asambleas El Trébol perteneciente a la Comunidad Religiosa Testigos de Jehová y la ex empresa de fideos Parma.